# Peyrens
Peyrens är en kommun i departementet Aude i regionen Occitanien  i södra Frankrike. Kommunen ligger  i kantonen Castelnaudary-Nord som ligger i arrondissementet Carcassonne. År 2022 hade Peyrens 459 invånare.

## Befolkningsutveckling
Antalet invånare i kommunen Peyrens
Referens: INSEE